# Западнонордијски савет
Западнонордијски савет је организација за сарадњу парламената и влада Фарских острва, Гренланда и Исланда. Савет је основан 1985. године под називом „Западнонордијски парламентарни савет сарадње“, али је назив промењен 1997. Савет се састоји од шест чланова парламената земаља чланица које постављају сами парламенти.
Чланице савета деле скоро идентичну историју — Фарска острва и Гренланд су аутономне територије Данске, а Исланд је бивша територија Данске. Такође имају сличну привреду, јер све зависе од рибарства. Главне теме разговора су:
- промоција Скандинавских (северни Атлантик) интереса,
- очување северноатлантских ресурса и очување северноатлантске културе, као и помоћ у промоцији западнонордијских интереса преко влада западнонордијских земаља
- већа сарадња влада чланица
- зајединички рад са Нордијским саветом

Западнонордијски савет и Нордијски савет су различите организације, иако постоји сарадња између њих.
Председник Западнонордијског савета од 2016. године до данас је Бриндис Харалдсдотир (Исланд).